# Grönlands nationalmuseum och arkiv

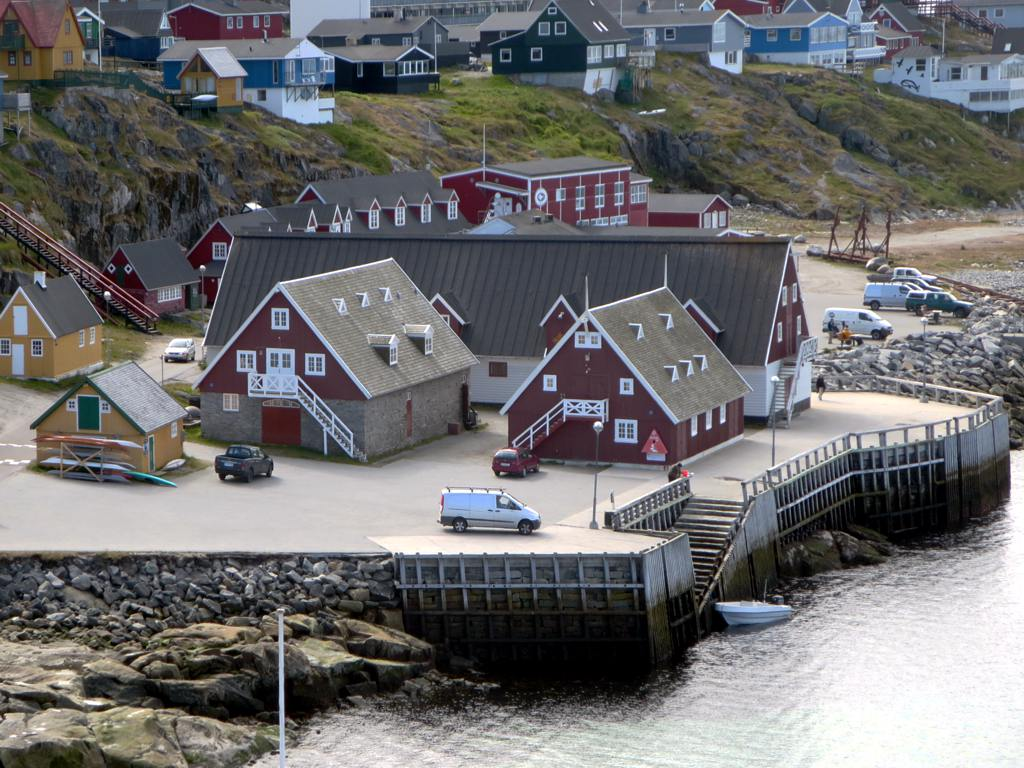

Grönlands nationalmuseum och arkiv (Grönländska: Nunatta Katersugaasivia Allagaateqarfialu) är beläget i Nuuk och grundades 1991 genom sammanslagning av Landsmuseet och Landsarkivet. Sedan dess har museets samlingar vuxit genom insamlingar, utgrävningar och återföring av material från Danmarks Nationalmuseum. 
Till museets arbetsuppgifter hör bland annat arkeologi, nyare tids historia, konst och konsthantverk. Det innebär att museet, utöver att ställa ut material och förmedla information, också genomför arkeologiska och etnologiska undersökningar, och samlar in samtidsdata och arkivalier. Museet rymmer även registren över fredade byggnader och fornminnen, och är en aktiv deltagare i naturvård och stadsplanering. 
Arkivet samlar in och tillgängliggör både privata och offentliga dokument. Många av Sydgrönlands gamla arkiv gick förlorade när M/S Hans Hedtoft gick under 1959.